# Phare des Baleineaux
Phare des Baleineaux (deutsch: ‚Leuchtturm der Walkälber‘) ist der Name eines Leuchtturms drei Kilometer vor dem Phare des Baleines im Département Charente-Maritime, nordwestlich der Île de Ré.
Der Leuchtturm wird seit dem 15. April 2011 als historisches Monument Frankreichs geführt. Ursprünglich auf 50 m Höhe geplant, mussten die Ausarbeitungen aufgrund der schwierigen Arbeitsbedingungen auf 31 m geändert werden.